# Trofej prvakinja 2000. (hokej na travi)
8. Trofej prvakinja se održao 2000. godine.

## Mjesto i vrijeme održavanja
Održao se od 27. svibnja do 3. lipnja 2000.
Utakmice su se igrale u nizozemskom gradu Amstelveenu, na stadionu Wagener.
Natjecanja su se održala usporedno s muškim natjecanjem za Prvački trofej.

## Natjecateljski sustav
Ovaj turnir se igralo po jednostrukom ligaškom sustavu. Za pobjedu se dobivalo 3 boda, za neriješeno 1 bod, a za poraz nijedan bod. 
Nakon ligaškog dijela, igralo se za poredak. Prva i druga djevojčad na ljestvici je doigravala za zlatno odličje, treće i četvrte za brončano odličje, a pete i šeste na ljestvici za 5. i 6. mjesto.
Susrete se igralo na umjetnoj travi.

## Sudionice
Sudjelovale su djevojčadi: domaćin Nizozemska, braniteljice naslova Australija, Njemačka, Argentina, Novi Zeland i po prvi put Južna Afrika.

## Sastavi

### Argentina
Trener: Sergio Vigil
| - ( 1.) Mariela Antoniska (vratarka) - ( 2.) Agustina Garcia - ( 3.) Magdalena Aicega - ( 4.) María Paz Ferrari - ( 5.) Anabel Gambero - ( 6.) Ayelén Stepnik - ( 7.) — - ( 8.) Luciana Aymar - ( 9.) Vanina Oneto | - (10.) Jorgelina Rimoldi - (11.) Karina Masotta (kapetanica) - (12.) Mariana González Oliva - (13.) Laura Maiztegui - (14.) Mercedes Margalot - (15.) María de la Paz Hernández - (16.) Inés Arrondo - (17.) Andrea Haines - (18.) Paola Vukojicic (vratarka) |

### Australija
Trener: Ric Charlesworth
| - ( 2.) Louise Dobson - ( 3.) Karen Smith - ( 4.) Alyson Annan - ( 6.) Bianca Langham - ( 7.) Alison Peek - ( 9.) Claire Mitchell-Taverner - (10.) Kate Starre - (12.) Brooke Morrison - (13.) Lisa Carruthers (kapetanica) | - (14.) Rechelle Hawkes - (15.) Clover Maitland (vratarka) - (17.) Rachel Imison (vratarka) - (24.) Angie Skirving - (28.) Julie Towers - (29.) Renita Farrell - (30.) Jenny Morris - (31.) Katrina Powell - (32.) Nikki Hudson |

### Njemačka
Trener: Berti Rauth
| - ( 1.) Julia Zwehl (vratarka) - ( 2.) Birgit Beyer (vratarka) - ( 3.) Denise Klecker - ( 4.) Tanja Dickenscheid - ( 5.) Nadine Ernsting-Krienke - ( 6.) Inga Möller - ( 7.) Natascha Keller - ( 8.) Melanie Cremer - ( 9.) Friederike Barth | - (11.) Cornelia Reiter - (12.) Britta Becker - (13.) Marion Rodewald - (15.) Heike Lätzsch - (16.) Katrin Kauschke (kapetanica) - (22.) Simone Grässer - (24.) Fanny Rinne - (25.) Caroline Casaretto - (32.) Franziska Gude |

### Nizozemska
```
Vratarke

 [ 1.] 
Clarinda Sinnige

 [19.] 
Eveline de Haan

Obrana

 [ 4.] 
Julie Deiters

 [ 8.] 
Dillianne van den Boogaard

 [11.] 
Ageeth Boomgaardt

 [12.] 
Myrna Veenstra

 [18.] 
Minke Booij

Srednji red

 [ 3.] 
Macha van der Vaart

 [ 7.] 
Hanneke Smabers

 [ 9.] 
Margje Teeuwen

 [13.] 
Minke Smabers

 [14.] 
Carole Thate
 (kapetanica) 

Napad

 [ 2.] 
Miek van Geenhuizen

 [ 5.] 
Fatima Moreira de Melo

 [10.] 
Mijntje Donners

 [15.] 
Fleur van de Kieft

 [16.] 
Suzan van der Wielen

 [22.] 
Mieketine Wouters
```

```
Trener:
                      
Tom van 't Hek

Pomoćni trener:
              
Koen Pijpers

Menedžer:
                    
Lisette Sevens

Fizioterapeut:
               Johannes Veen

"Videoman":
                  Roberto Tolentino
```

### Novi Zeland
Trener: Jan Borren
| - ( 1.) Skippy McGregor - ( 2.) Moira Senior - ( 3.) Kylie Foy - ( 4.) Sandy Bennett - ( 5.) Rachel Sutherland - ( 6.) Rachel Petrie - ( 7.) Anna Lawrence (kapetanica) - ( 8.) Robyn Matthews | - (11.) Michelle Turner - (12.) Mandy Smith - (13.) Lisa Walton - (14.) Suzie Muirhead - (15.) Anne-Marie Irving (vratarka) - (16.) Helen Clarke (vratarka) - (18.) Diana Weavers - (19.) Leisen Jobe |

### J. Afrika
Trener: Gene Muller
| - ( 1.) Paola Vidulich (vratarka) - ( 2.) Inke van Wyk (vratarka) - ( 3.) Sharon Cormack - ( 4.) Jacqui Geyser - ( 5.) Carina van Zyl - ( 6.) Anli Kotze - ( 8.) Megan Dobson - ( 9.) Michele MacNaughton - (11.) Karen Roberts (kapetanica) | - (12.) Lindsey Carlisle - (13.) Karen Symons - (14.) Kerry Bee - (15.) Pietie Coetzee - (16.) Alison Dare - (18.) Jennifer Jones - (22.) Luntu Ntloko - (27.) Marilyn Agliotti - (28.) Caryn Bentley |

## Rezultati natjecanja u skupini
- subota, 27. svibnja 2000.

|                                                                           |       |           |                                       |
| Australija                                                                | 3 : 0 | Argentina | Suci: Alexandra Royaards Heike Malina |
| Katrina Powell 23.' Julie Towers 35.' Claire Mitchell-Taverner 57.'(k.u.) |       |           | Suci: Alexandra Royaards Heike Malina |

|                                                                         |       |                       |                               |
| Njemačka                                                                | 3 : 1 | JAR                   | Suci: Renée Cohen Ann van Dyk |
| Fanny Rinne 30.' Britta Becker 41.'(k.u/k) Nadine Ernsting-Krienke 50.' |       | Marilyn Agliotti 26.' | Suci: Renée Cohen Ann van Dyk |

- nedjelja, 28. svibnja 2000.

|                                                                                     |       |             |                                        |
| Nizozemska                                                                          | 3 : 0 | Novi Zeland | Suci: Marelize de Klerk Gina Spitaleri |
| Ageeth Boomgaardt 21.'(k.u/k) Fatima Moreira de Melo 31.' Suzan van der Wielen 49.' |       |             | Suci: Marelize de Klerk Gina Spitaleri |

- ponedjeljak, 29. svibnja 2000.

|            |       |                                |                                    |
| Nizozemska | 0 : 1 | Argentina                      | Suci: Judith Barnesby Heike Malina |
|            |       | María de la Paz Hernández 60.' | Suci: Judith Barnesby Heike Malina |

|                            |       |                                                     |                               |
| Australija                 | 1 : 2 | Njemačka                                            | Suci: Lyn Farrell Gill Clarke |
| Katrina Powell 19.'(k.u/k) |       | Heike Lätzsch 31.'(k.u/k) Britta Becker 69.'(k.u/k) | Suci: Lyn Farrell Gill Clarke |

|                             |       |                            |                                      |
| Novi Zeland                 | 1 : 1 | JAR                        | Suci: Alexandra Royaards Ann van Dyk |
| Skippy McGregor 33.'(k.u/k) |       | Pietie Coetzee 17.'(k.u/k) | Suci: Alexandra Royaards Ann van Dyk |

- srijeda, 31. svibnja 2000.

|                                                            |       |                     |                                     |
| Nizozemska                                                 | 2 : 1 | Australija          | Suci: Marelize de Klerk Gill Clarke |
| Julie Deiters 11.'(k.u/k) Suzan van der Wielen 48.'(k.u/k) |       | Katrina Powell 56.' | Suci: Marelize de Klerk Gill Clarke |

|                                                          |       |                                 |                               |
| Njemačka                                                 | 2 : 2 | Novi Zeland                     | Suci: Ann van Dyk Renée Cohen |
| Nadine Ernsting-Krienke 33.' Nadine Ernsting-Krienke 70' |       | Kylie Foy 24.' Mandy Smith 64.' | Suci: Ann van Dyk Renée Cohen |

|                                                     |       |                                           |                                      |
| Argentina                                           | 2 : 2 | JAR                                       | Suci: Judith Barnesby Gina Spitaleri |
| Laura Maiztegui 11.'(k.u/k) Vanina Oneto 23.'(k.u.) |       | Pietie Coetzee 47.'(k.u/k) Kerry Bee 68.' | Suci: Judith Barnesby Gina Spitaleri |

### Ljestvica nakon natjecanja u skupini
```
 1. 
 Nizozemska           5    4    0    1     (10: 4)      
12

 2. 
 Njemačka             5    3    1    1     ( 9: 7)      
10

 3. 
 Australija           5    3    0    2     (15: 5)      
 9
 
 4. 
 Argentina            5    2    1    2     ( 7: 8)       
7
 
 5. 
 Novi Zeland          5    0    2    3     ( 5:13)       
2
 
 6. 
 JAR                  5    0    2    3     ( 6:15)       
2
```

## Doigravanje
Susreti doigravanja su se odigrali u subotu 3. lipnja 2000.
- za 5. mjesto

| 11:00                                 |       |             |                               |
| JAR                                   | 2 : 0 | Novi Zeland | Suci: Gill Clarke Ann van Dyk |
| Pietie Coetzee 35.' Karen Symons 48.' |       |             | Suci: Gill Clarke Ann van Dyk |

- za brončano odličje

| 13:00                    |       |           |                               |
| Australija               | 1 : 0 | Argentina | Suci: Renée Cohen Lyn Farrell |
| Jenny Morris 65.'(k.u/k) |       |           | Suci: Renée Cohen Lyn Farrell |

- za zlatno odličje

| 15:00                                                                                            |       |                                                           |                                         |
| Nizozemska                                                                                       | 3 : 2 | Njemačka                                                  | Suci: Judith Barnesby Marelize de Klerk |
| Ageeth Boomgaardt 5.'(k.u/k) Dillianne van den Boogaard 18.'(k.u/k) Ageeth Boomgaardt 69.'(k.u.) |       | Nadine Ernsting-Krienke 22.' Nadine Ernsting-Krienke 30.' | Suci: Judith Barnesby Marelize de Klerk |

### Konačna ljestvica
| Mj. | Momčad      |
| --- | ----------- |
| 1.  | Nizozemska  |
| 2.  | Njemačka    |
| 3.  | Australija  |
| 4.  | Argentina   |
| 5.  | JAR         |
| 6.  | Novi Zeland |

| Pobjednice              |
| ----------------------- |
| Nizozemska Drugi naslov |

## Najbolje sudionice
- najbolja igračica:  Luciana Aymar
- najveća nada:  Minke Smabers
- fair-play:  Australija

| Hokejašica              | Pogodaka   |
| ----------------------- | ---------- |
| Nadine Ernsting-Krienke | 5 pogodaka |
| Pietie Coetzee          | 4 pogotka  |
| Jenny Morris            | 4 pogotka  |
| Vanina Oñeto            | 4 pogotka  |
| Suzan van der Wielen    | 4 pogotka  |
| Britta Becker           | 3 pogotka  |
| Ageeth Boomgaardt       | 3 pogotka  |
| Katrina Powell          | 3 pogotka  |